# Anselm Martin
Anselm Kajetan Martin (* 3. April 1807 in München; † 29. Dezember 1882 in München) war ein deutscher Tokologe und Hochschullehrer.

## Leben
Anselm Martin studierte nach dem Gymnasialabschluss 1826 am (heutigen) Wilhelmsgymnasium München Medizin an der Ludwig-Maximilians-Universität München. 1827 wurde er Renonce des Corps Isaria. Er spezialisierte sich auf Geburtshilfe. 1847 wurde er Nachfolger von Johann Nepomuk Berger als Direktor der Hebammenschule und erhielt wie dieser eine Extraordinariat an der Geburtshilflichen Klinik der Münchner Universität. Als er 1859 in den Ruhestand eintrat, wurde Karl von Hecker sein Nachfolger.

## Schriften
- De ligatura funiculi umbilicalis, qua causa morborum, 1830.
- Die Kranken- und Versorgungs-Anstalten zu Wien, Baden, Linz und Salzburg, in medizinisch-administrativer Hinsicht betrachtet, 1832.
- Geschichtliche Darstellung der Kranken- und Versorgungsanstalten zu München, mit medicinisch-administrativen Bemerkungen aus dem Gebiet der Nosokomialpflege, 1834.
- Die neue Gebäranstalt in München, 1857.
- Kopf- und Becken-Messer: (Kephalo-pelvimeter).
- Lehrsätze über den Mechanismus und die Dynamik der natürlichen Geburt.
- Leitfaden bei der Geburtshülflichen Untersuchung der Schwangern.
- Über den geburtshilflichen Unterricht, 1854.